# Мейфеър
Мейфеър (на английски: Mayfair) e квартал в централен Лондон, Англия, част от окръг Уестминстър.
Мейфеър е наименуван на годишния четиринадесет дневен Майски панаир (на английски буквално May Fair), който се провеждал на мястото на днешния Шепърд маркет (Shepherd Market) през периода от 1686 до неговото отменяне от това местоположение през 1764.